# Centrostephanus sylviae
Centrostephanus sylviae is een zee-egel uit de familie Diadematidae.
De wetenschappelijke naam van de soort werd in 1975 gepubliceerd door Howard Barraclough Fell.